# Highland Falls
Highland Falls är en ort i Orange County, New York, USA. Invånarna var 3 900 år 2010 då senaste räkningen genomfördes.
United States Military Academy upptar ett område av 65 kvadratkilometer som är mestadels skjutfält och övningsterräng och ligger intill orten Highland Falls vid Hudsonfloden, cirka 80 kilometer norr om New York.

## Demografi
|}

## Kända människor
- Charles Durning kommer från byn.[2]
- Billy Joel har bott i byn. Han har skrivit låten "Summer, Highland Falls" som är med på hans album Turnstiles.